# Bezkres poranka
Bezkres poranka. O teologii poetyckiej i teologiach kontrkultury – książka eseistyczna Michała Gołębiowskiego wydana w 2020 roku nakładem Wydawnictwa Tyniec w ramach biblioteki Christianitas.
W 2022 roku książka otrzymała Nagrodę Specjalną Identitas.

## Treść
Podejmowanym w książce tematem jest teologiczność poezji w rozmaitych jej realizacjach, od wczesnego chrześcijaństwa po Młodą Polskę i modernizm, jak również odbicie idei capax Dei w twórczości kontrkulturowej lat 60. XX wieku (m.in. artystów hippisowskich, The Who, The Byrds czy Jima Morrisona). Integralną częścią książki są medytacyjne rozważania na temat metafizyki literatury oraz twórczości artystycznej. Specyfika poezji została wyjaśniona przez pryzmat egzystencjalnej samotności osoby ludzkiej:
Antoni Lange był przekonany, że wszelka twórczość literacka, a w szczególności twórczość poetycka, wyrasta z problemu cierpienia, jednocześnie będąc na ten problem swoistą odpowiedzią. Sensem liryki jest ponoć przynoszenie pocieszenia poprzez przetwarzanie bólu we wzniosłość. Jest w tym oczywiście sporo racji, choć takie postawienie sprawy nie wyczerpuje tematu. Sądzę zatem, że podstawową dominantą twórczości lirycznej, czymś, co nadaje jej życie i sens, jest samotność człowieka (...). Wiersz jest bowiem krokiem w stronę złamania wspomnianej samotności poprzez próbę „przekazania nieprzekazywalnego”. Ale jest przy tym próbą z góry skazaną na niepowodzenie, ruchem, który na zawsze pozostanie tylko gestem i próbą. I właśnie to napięcie tłumaczy specyficzną formę niedosłowności, jaką przybiera dzieło liryczne.
Autor definiuje kulturę zarówno przez pryzmat myśli młodopolskiej, m.in. Antoniego Langego i Henriego Bergsona (twórczość jako przejaw „pędu życiowego”), jak również katolickiego personalizmu spod znaku Jacquesa Maritaina („humanizm Wcielenia”) oraz Karola Wojtyły (twórczość jako naśladowanie Boskiego aktu stwórczego).
Kontrkultura lat 60. XX wieku, reprezentowana przez tzw. „dzieci kwiaty”, została w książce zinterpretowana przez pryzmat długiego trwania, kontynuacji oraz ewolucji formuły życia proponowanej przez cyganerię artystyczną fin de siècle’u oraz zasad amerykańskiego transcendentalizmu.

## Opinie
Doceniono „prowokacyjne”, choć „uzasadnione akademicko” zestawienia wspólnych kluczowych motywów poezji nowożytnej, modernistycznej, a także sztuki i muzyki rockowej związanej z ruchem hippisowskim. Maciej Urbanowski określił eseistykę Gołębiowskiego jako „wyrafinowaną, także stylistycznie”, klasyfikując ją jako kulturową propedeutykę do wiary chrześcijańskiej.
Zdaniem Bastosza Jastrzębskiego przyjęta przez autora metoda przypomina podejście Ojców Kościoła do kultury, zwłaszcza ideę logos spermatikos („ziaren zbawienia [w kulturze pogańskiej]”) oraz anima naturaliter christiana („duszy ludzkiej z natury chrześcijańskiej”), czyli względnie inkluzywizmu teologicznego, uniwersalizmu zbawienia oraz pewnych interpretacji anonimowego chrześcijaństwa. Marcin Cielecki dostrzegł tutaj podobieństwa do hermeneutyki prawosławnego teologa, Oliviera Clémenta. W książce Dziedziniec pogan Cielecki pisze:
Tekst raz napisany żyje dalej w lekturze. Michał Gołębiowski nie czyni zatem nic innego, jak czyta. Z zaangażowaniem, całym sobą, czyli tak, jak tego pragnąłby każdy autor. Pasja autora spotyka się z pasją czytelnika. Zapewne nie może być inaczej, gdy trwa spór dwóch namiętności. Michał Gołębiowski szuka i znajduje w pismach poetów „ten sens”, mnie pozostają znaki zapytania, znaki wątpliwości.
Jak zauważyła Marta Kwaśnicka, Bezkres poranka –
przypomina o tym, że literatura jest spotkaniem człowieka z jego tajemnicą. Uprawianie poezji polega na badaniu tego, co ludzkie; jest opisywaniem naszej kruchości i niesamowystarczalności, jest zatem także rodzajem myślenia religijnego (...). Autor przekonuje, że z otchłani ludzkiego serca wyczytać można naprawdę wiele i że czasem dobrze jest być zmiażdżonym czy wypalonym, jeśli w boleści udaje się poznać siebie.
Krzysztof Wołodźko stwierdził natomiast:
Można na Bezkres poranka spojrzeć jeszcze inaczej. Poezja i teologia, kultura i mistyka służą autorowi jako lustro, w którym wszyscy możemy się przejrzeć. Człowiek religijny skonfrontowany jest z człowiekiem poreligijnym (...). Gołębiowski nie występuje w roli moralisty, nie mówi nam otwartym tekstem, czy to źle, czy dobrze. Poezja poreligijna i człowiek poreligijny (...) wciąż staje wobec tajemnicy, wciąż mierzy się z pytaniami ostatecznymi, a egzystencjalny ból bywa dojmujący i nie do ugaszenia.
Zdaniem Jaremy Piekutowskiego –
Gołębiowski (...) odnajduje istotowe dla chrześcijaństwa wartości i elementy estetyki w bardzo różnych dziełach kultury, także w tych, które w pewnych wersjach tradycyjnej wizji świata się nie mieszczą. Taki jest też „Bezkres poranka” – zbiór szkiców poświęconych poezji i niestrudzonemu odnajdywaniu w niej elementu metafizycznego i mistycznego. A może nie jest ono „niestrudzone”, tylko właśnie jak najbardziej naturalne?
W 2022 roku książka otrzymała Nagrodę Specjalną Identitas.